# シグムンドゥル・ダヴィード・グンラウグソン
シグムンドゥル・ダヴィード・グンラウグソン（アイスランド語: Sigmundur Davíð Gunnlaugsson [ˈsɪɣmʏntʏr ˈtaːvið ˈkʏnløyxsɔn]、1975年3月12日 - ）は、アイスランドの政治家。進歩党前党首。2017年9月24日に新党中央党を立ち上げ、現在党首を務める。元ジャーナリスト、ラジオパーソナリティ。個人名はダビドやダヴィド、父称はグンロイグソンとも表記される。

## 概要

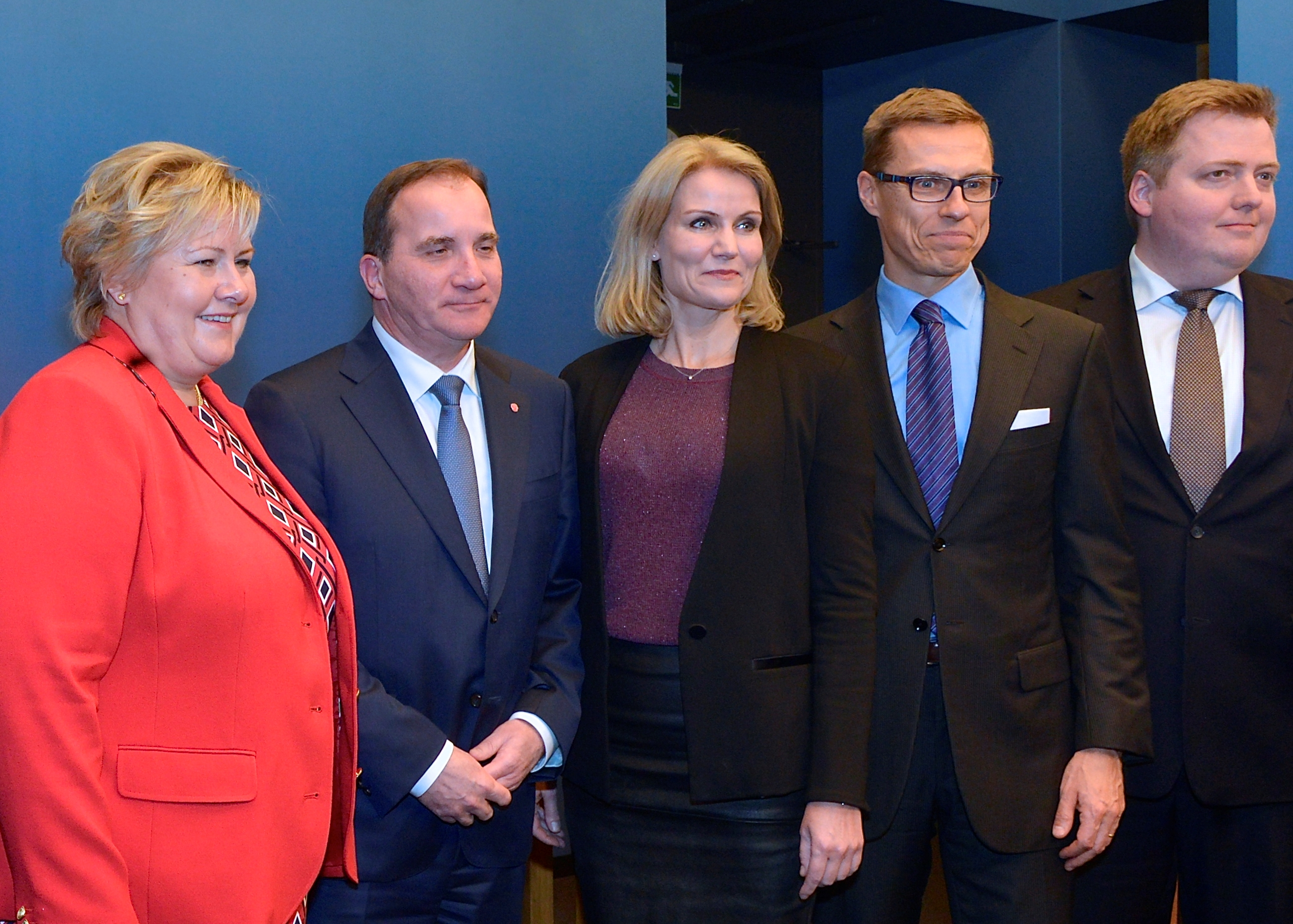
左からノルウェーのエルナ・ソルベルグ首相、スウェーデンのステファン・ロベーン首相、デンマークのヘレ・トーニング＝シュミット首相、フィンランドのアレクサンデル・ストゥブ首相、グンラウグソン（2014年10月27日）

党首を務める進歩党は2013年4月のアイスランド総選挙で議席を大きく回復し、同じく議席をわずかに伸ばした独立党と連立政権を樹立、シグムンドゥル・ダヴィードは同国史上最年少の38歳で首相に就任した。EU加盟やユーロ導入には引き続き慎重であるべきとした上で、同国の金融破綻以来実施されている資本規制を撤廃する考えなどを明らかにした。
2016年4月、パナマの法律事務所から流出したパナマ文書の内容が報じられたことで、租税回避地の法人を購入して巨額の投資を行っていたことが露見して辞任を表明した。

### 租税回避地利用疑惑
2016年、4月3日にパナマ文書の内容が発表されたことでシグムンドゥル・ダヴィードの政治的評判は傷ついた。
報道によれば、シグムンドゥル首相とその妻は07年に購入した租税回避地の法人Wを通じてアイスランドの銀行大手3行に対して巨額の債権を所有しており、08年のアイスランド金融危機でそれらが破綻した際は、自らが債権者である事実を公表しないまま、海外の債権者たちを救済しないよう呼びかけ、他の債権者たちに債権を放棄するよう働きかけていた。
4月4日には議会で野党4党が不信任案を提出し、首都のレイキャビクでは首相の辞職を求める大規模なデモが行われ、ネットでは辞職を求める署名が全人口の8％に相当する数に達した。首相は不信任案に対しては議会の解散で応じる構えを見せたが、大統領の同意が得られず報道から2日で辞任を表明した。
シグムンドゥルは、パナマ文書流出の1ヶ月前には「過去にオフショア企業を作ったことはあるか」との質問に対して「この国にはそういうものを利用している会社もあるだろうが、自分も家族も税逃れの資産隠しをしたことはない」と答えていた。